# Xeroderus brevipennis
Xeroderus brevipennis är en insektsart som beskrevs av Ludwig Redtenbacher 1908. Xeroderus brevipennis ingår i släktet Xeroderus och familjen Phasmatidae. Inga underarter finns listade i Catalogue of Life.